# Jean-Marie Georgeot
Jean-Marie Georgeot est un exégète catholique français, laïc, né le 18 mai 1923 à Mirecourt (Vosges), mort le 1er octobre 2009 à Saint-Dié-des-Vosges.

## Biographie
Diplômé de l'École centrale Paris en 1947, il exerce son métier d'ingénieur dans l'aéronautique, puis dans la sylviculture (président d'honneur de l'Institut de Développement Forestier, puis du Syndicat des Sylviculteurs des Vosges). À partir de 1978, il fréquente l'abbaye Notre-Dame d'Oelenberg ; il y réside de 1992 jusqu'à sa mort. Il est inhumé dans le cimetière de la communauté.
À partir de 1969, il s'intéresse à l'exégèse des évangiles, initialement l'évangile de saint Marc, puis plus particulièrement l'évangile de saint Jean. Sa fréquentation du Centre spirituel jésuite de Chantilly l’amène à avoir des contacts avec de nombreux et éminents professeurs des facultés de théologie de Rome et de Paris.
À partir de 1990, il publie sous forme écrite 22 volumes sous le titre général "De saint Marc jusqu'à Tertullien", les complétant peu à peu ; depuis octobre 2006, l'intégralité de ses travaux sont disponibles sur le site internet des bibliothèques de l'Église de Pologne créé le 1er août 2006.

## Ouvrages publiés
"De saint Marc jusqu'à Tertullien"
- Tome 01 - Évangile de saint Marc : Textes grec et français
- Tome 02 - Évangile de saint Marc : Lexique
- Tome 03 - Table des citations dans les volumes 04 à 16
- Tome 04 - Évangile de saint Marc : Lectio Divina par séquence
- Tome 05 - Évangile de saint Marc : Lectio Divina par verset
- Tome 06 - La structure de saint Marc
- Tome 07 - La nouvelle Église
- Tome 08 - Saint Marc et l'Alliance
- Tome 09 - Les évangiles synoptiques
- Tome 10 - Lecture païenne d'Évangile (Évangile de saint Matthieu)
- Tome 11 - A Antioche
- Tome 12 - Marcion / La Stratégie Apostolique
- Tome 13 - Dictionnaire
- Tome 14 - Dictionnaire historique
- Tome 15 - Marc / Pierre / Paul / Jean
- Tome 16 - Pilate
- Tome 17 - Rome… Jérusalem / La Vérité
- Tome 18 - Évangile de saint Marc : Exégèses
- Tome 19 - Évangile de saint Jean : Texte grec et français / Exégèses / Preuve scientifique de l'existence de Dieu
- Tome 20 - Évangile de saint Luc / A.N.A. (divers)
- Tome 21 - Dictionnaires et Concordances de l'Ancien Testament et du Nouveau Testament
- Tome 22 - Exposés faits devant les moines de l'Abbaye Notre-Dame d'Oelenberg